# Ventouxman
Der Ventouxman ist eine Triathlon-Sportveranstaltung über die Mitteldistanz am Lac Piolenc in Frankreich. Austragungsort ist der Ort Lapalud im Département Vaucluse. Der Wettkampf findet seit 2015 jährlich im September statt.

## Organisation
Die Organisatoren bieten an einem Wochenende im September eine Mitteldistanz und verschiedene Kindertriathlons an. Es nehmen ca. 1000 Teilnehmer am Wettkampf teil. Beide Streckenrekorde auf der Mitteldistanz stammen aus dem Jahr 2019. Bei den Männern ist es der Franzose William Mennesson in 5:02:40 h und bei den Frauen die Australierin Carrie Lester mit 5:37:31 h.

## Streckenverlauf
- Die Schwimmdistanz führt über 2000 m im Lac Piolenc. Es werden zwei Runden à 1000 m geschwommen – verbunden mit einem Landgang für die Zuschauer.[2][3]
- Die Raddistanz über 90 km führt zum Mont Ventoux von Bédoin aus und hat 2200 hm.
- Der Lauf über 20 km wird in einer 5-Kilometer-Laufrunde vier Mal absolviert. Es ist ein Trailkurs rund um das Gebiet Mont Serein mit 460 hm.[4][5]

## Ergebnisse
| N ° | Datum/Jahr    | Männer                 | Männer               | Männer               | Frauen                 | Frauen            | Frauen           |
| N ° | Datum/Jahr    | Erster Platz           | Zweiter Platz        | Dritter Platz        | Erster Platz           | Zweiter Platz     | Dritter Platz    |
| --- | ------------- | ---------------------- | -------------------- | -------------------- | ---------------------- | ----------------- | ---------------- |
| 6   | 18. Sep. 2022 | Theo Debard            | Thomas Lemaitre      | Erik Merino Alaminos | Jeanne Collonge        | Aurélia Boulanger | Sophie Herzog    |
| 5   | 19. Sep. 2021 | Pierre Ruffaut         | Jens Roth            | Bastien Crété        | Olivia Aubenas         | Estelle Molas     | Céline Ferrara   |
| 4   | 2019          | William Mennesson (SR) | Joan Ruvireta Brufau | Thomas Navarro       | Carrie Lester -2- (SR) | Jeanne Collonge   | Charlotte Morel  |
| 3   | 2018          | Scott De Filippis      |                      | Thomas Huwiler       | Carrie Lester          | Alice Meigné      | Bénédicte Perron |
| 2   | 2017          | Erik Merino            | Christian Kramer     | Kevin Runstadler     | Emma Pooley            | Isabelle Ferrer   | Emma Bilham      |
| 1   | 7. Juni 2015  | Benoit Bigot           | Christophe Betard    | Sébastien Boujenah   | Maïté Lecouty          | Delphine Vivet    | Gabriella Brien  |